# Aulani Evànder
Aulani Evànder fou un escultor grec nascut a Atenes que fou portat per Marc Antoni a Alexandria. A la caiguda de Marc Antoni (31 aC) va caure presoner d'August i fou portat a Roma on va realitzar algunes feines d'escultura molt apreciades. Plini el Vell esmenta que va restaurar el cap d'una estàtua de Diana de Timoteu.